# صحيفة الناشر آخن

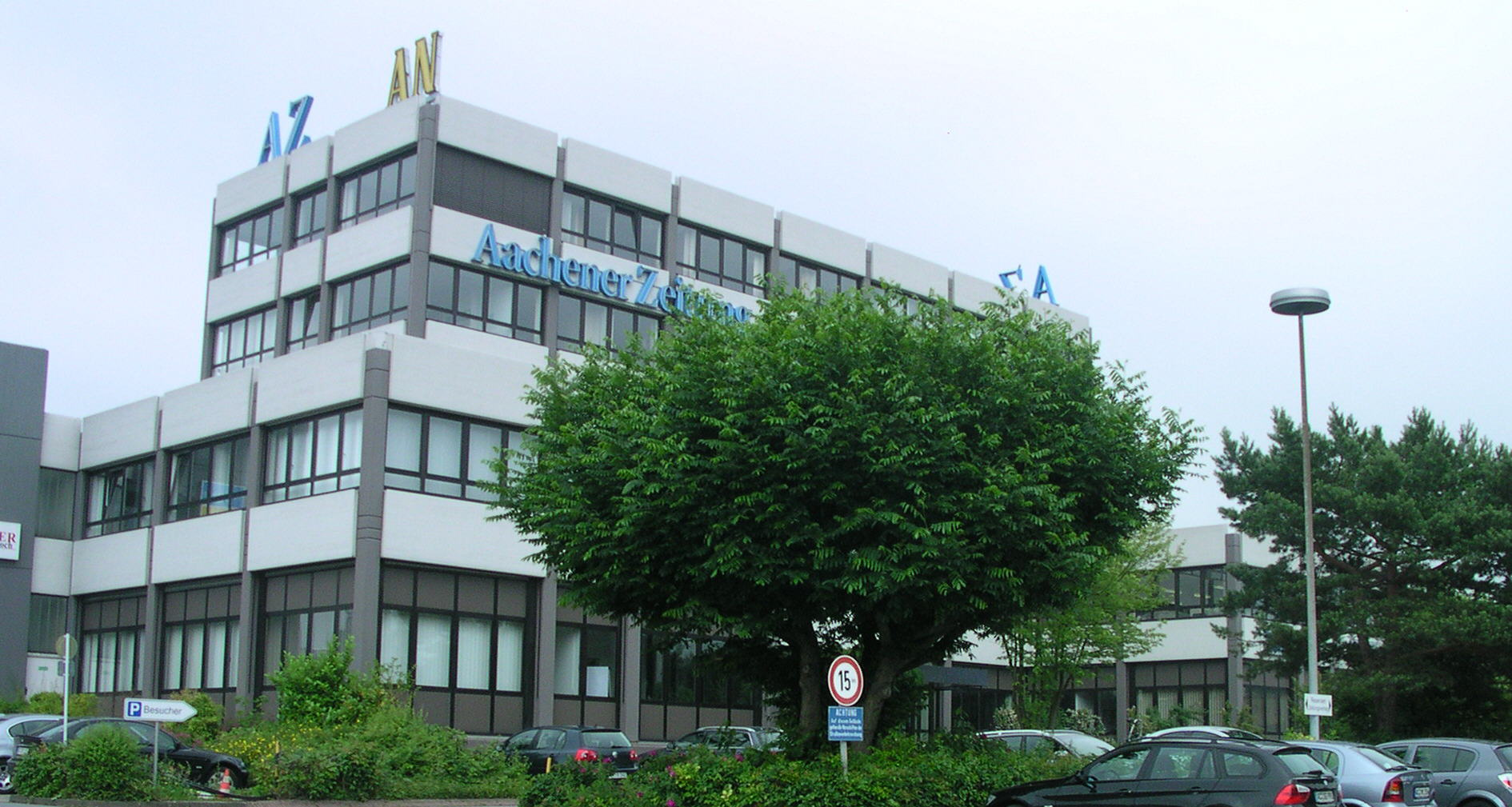
مبنى صحيفة الناشر في آخن

صحيفة الناشر آخن هي شركة إعلامية إقليمية في منطقة آخن-هاينسبرغ-دورين. تضم الجريدتان اليوميتان: آخنر تسايتونج وآخنر ناخريشتين.